# Корен, Нурит
Нурит Корен (ивр. נורית קורן‎; род. 24 февраля 1960) — израильский юрист и политик.

## Биография
Родилась в Иерусалиме, работала в качестве офис-менеджера Гилада Эрдана, когда он был министром охраны окружающей среды.
На выборах 2015 года заняла 28-е место в списке «Ликуда» и была избрана в кнессет, так как «Ликуд» получил 30 мест.
Корен имеет четверых детей и живет в Герцлии.